# Чаринг-Кросс (станция метро)
Чаринг-Кросс (англ. Charing Cross) — станция Лондонского метро, расположенная под Чаринг-Кросс — перекрёстком главных улиц Вестминстера (боро Вестминстер) в первой тарифной зоне. Принимает поезда «Бейкерлоо» (1-й и 2-й путь), Северной (5-й и 6-й путь) и в исключительных случаях Юбилейной линии (3-й и 4-й путь). Пассажирское обслуживание станции поездами Юбилейной линии официально прекратилось в 1999 году, в связи с продлением линии до станции «Стратфорд». Имеет выходы на Трафальгарскую площадь и улицу Стрэнд.
Пассажирооборот по станции в 2015 году составил 20,69 млн человек.

## Трафик

### Бейкерлоо
Трафик по линии составляет от 18 (по воскресеньям) до 22 (часы пик) пар поездов в час (п/ч). Схема движения по станции по будним дням в нерабочее время и в течение всего дня по субботам, выглядит следующим образом:
- 20 пар поездов в час (п/ч) до станции «Элефант-энд-Касл[англ.]» (южное направление).
- 6 пар поездов в час (п/ч) до станции «Харроу-энд-Уэлдстон[англ.]» через «Стоунбридж-парк[англ.]» и «Королевский парк» (северное направление);
- 3 пары поездов в час (п/ч) до станции «Стоунбридж-парк[англ.]» через «Королевский парк» (северное направление);
- 11 пар поездов в час (п/ч) до станции «Королевский парк» (северное направление);

Пиковое обслуживание в будние дни осуществляется с одной либо двумя дополнительными парами поездов в час на участке «Королевский парк» — «Элефант-энд-Касл», а по воскресеньям в течение дня на участок «Королевский парк» — «Элефант-энд-Касл» выдаётся на две пары поездов в час меньше, чем в не пиковом графике.